# Conus scaliae
Conus scaliae é uma espécie de gastrópode do gênero Conus, pertencente a família Conidae.